# Tourinnes-la-Grosse
Tourinnes-la-Grosse (nld. Deurne; wa. Tourene, El-Grosse-Tourene) – dzielnica (section) gminy Beauvechain w Belgii, w Regionie Walońskim, w prowincji Brabancja Walońska, w okręgu Nivelles. 1 stycznia 2020 roku liczyła 1385 mieszkańców. Do 31 grudnia 1976 samodzielna gmina.

## Demografia
Liczba mieszkańców, stan na 1 stycznia:
| Rok                | 1930 | 1961 | 2020 |
| ------------------ | ---- | ---- | ---- |
| Liczba mieszkańców | 1026 | 775  | 1385 |